# Pompano Beach
Pompano Beach is een plaats (city) in de Amerikaanse staat Florida, en valt bestuurlijk gezien onder Broward County.

## Demografie
Bij de volkstelling in 2000 werd het aantal inwoners vastgesteld op 78.191.
In 2006 is het aantal inwoners door het United States Census Bureau geschat op 104.402, een stijging van 26211 (33.5%).

## Geografie
Volgens het United States Census Bureau beslaat de plaats een oppervlakte van
57,3 km², waarvan 53,2 km² land en 4,1 km² water. Pompano Beach ligt op ongeveer 1 m boven zeeniveau.

## Plaatsen in de nabije omgeving
De onderstaande figuur toont nabijgelegen plaatsen in een straal van 8 km rond Pompano Beach.